# 1545 a tudományban
Az 1545. év a tudományban é a technikában.

## Események
- Paduai botanikuskert, az első Európában.

## Publikációk
- megjelenik Gerolamo Cardano Ars Magna című matematikai értekezése

## Technika
- Gerolamo Cardano feltalálja a hajóiránytű róla elnevezett kardánfelfüggesztését.

## Születések
- január 11. - Guidobaldo del Monte csillagász, filozófus, matematikus (1607)